# Шаховские вести
«Шаховские вести» — еженедельная газета Шаховского района Московской области. Одно из старейших изданий региона, выпускается с 1931 года.

## История
Первый номер районной газеты под названием «На колхозной стройке» тиражом 4015 экземпляров был выпущен 24 января 1931 года. Издание было органом Шаховского райкома КПСС и исполкома Шаховского райсовета и служило средством контроля за исполнением решений партии и органов власти.
В период коллективизации в газете размещались заметки о работе сельхозпредприятий, рассказывалось о соцсоревнованиях между коллективами, публиковались статьи специалистов сельского хозяйства с рекомендациями по правильной организации сельхозработ, организацией жизни и быта селян, освещалась обстановка в стране и мире. На страницах издания корреспонденты знакомили читателей с передовиками производства своего района, рассказывали об использовании новейших технических средств в области сельского хозяйства.
Во время оккупации района немецкими войсками — с октября 1941 по январь 1942 года — газета не выходила. 6 марта 1942 года был опубликован первый после восстановления редакции номер, в котором рассказывалось о нанесённом Шаховскому району уроне и планах по восстанавлению разрушенного хозяйства. В дальнейшем во время Великой Отечественной войны на страницах издания освещалась работа колхозников Шаховского района в полях, в неимоверно трудных условиях добивающихся того, чтобы дать фронту и стране как можно больше продовольствия, сырья для промышленности во благо освободительной войны за честь и свободу Родины.
В послевоенное время периодичность и тираж газеты восстановились до прежнего уровня. Издание продолжило бороться и пропагандировать участие населения в восстановлении народного хозяйства: показывала примеры самоотверженного труда колхозников, правильной организации работ, грамотного использования техники, увеличения выпуска товаров народного потребления за счёт местных ресурсов и сырья, повышения урожайности сельхозкультур и развития общественного животноводства. Также освещалась деятельность школ, учреждений культуры и здравоохранения, популяризировались новые методы ведения сельского хозяйства.
Во времена перестройки на страницах газеты пропагандировала развитие в районе гласности, демократии и политической культуры населения. В этот период издание пользовалось максимальной поддержкой читателей: его тираж составлял 5700 экземпляров.
В годы перехода экономики на рыночные отношения газета несколько лет работала над созданием рынка рекламы. В 1991 году была создана Муниципальная информационная компания «Шаховские вести», в которую помимо редакции газеты «Шаховские вести» вошли районное радиовещание, а позднее и местное телевидение. В 2005 году было создано государственное учреждение Московской области «Информационное агентство Шаховского района Московской области», которое и стало выпускать газету «Шаховские вести».

## Названия
- 1931—1960 — «На колхозной стройке»
- 1960—1963 — «Заря коммунизма»
- 1963—1964 — не выпускалась
- 1965—1991 — «Путь Октября»
- 1992—н. в. — «Шаховские вести»